# Paix de Terrer
La Paix de Terrer, connue également comme la Paix de Deza ou Paix de Deça est un accord est signé à Deza (royaume de Castille) et à Terrer (royaume d'Aragon) les 13 et 14 mai 1361, entre Pierre Ier de Castille le Cruel et Pierre IV d'Aragon le Cérémonieux à la fin de la guerre des Deux Pierre.

## Contenu
Pierre Ier de Castille accède aux demandes de Guy de Boulogne et des négociations s'ouvrent entre Bernat II de Cabrera qui représente la couronne d'Aragon et Juan Alfonso de Mayorga et Men Rodríguez de Biedmade qui représentent la couronne de Castille.
Les châteaux et places conquises sont restitués, les prisonniers sont libérés et les contentieux sur Alicante et Almazán levés.
L'accord constitue une trêve, car en septembre 1362, la couronne de Castille reprend les hostilités.